# シンフォニックジャズ&ポップスコンテスト
「吹奏楽によるシンフォニックジャズ&ポップスコンテスト全国大会」（Symphonic Jazz & Pops Contest）は、東京都で毎年2月に開催されている日本の吹奏楽の大会である。

## 概要
吹奏楽の新たな可能性を求め、2013年に第1回を開催。従来の歌って踊るステージではなく、過度の演出に頼る事のない、本格的なシンフォニックジャズ＆シンフォニックポップスの演奏を追及し、グルーヴ（スウィング）感やアドリブを重視した演奏を推進することが本大会の目的である。
第1回大会〜第3回大会は、高校生・大学生・一般バンドに出場資格があり、第4回大会から、中学生バンドも参加可能になった。
第9回大会(2021)は2月7日(日)に開催予定だったが、新型コロナウイルスの感染拡大の影響により、3月28日(日)に延期された。

## 開催会場・期日一覧
| 回 年   | 会場                                    | 日程                  | 進行                 |
| ------- | --------------------------------------- | --------------------- | -------------------- |
| 1 2013  | 文京シビックホール 大ホール             | 2013年2月3日(日)      | こやなぎ京           |
| 2 2014  | 文京シビックホール 大ホール             | 2014年2月9日(日)      | つのだ☆ひろ          |
| 3 2015  | 文京シビックホール 大ホール             | 2015年2月8日(日)      | バジル・クリッツァー |
| 4 2016  | 文京シビックホール 大ホール             | 2016年2月14日(日)     | ルーシー・ケント     |
| 5 2017  | 文京シビックホール 大ホール             | 2017年2月12日(日)     | ルーシー・ケント     |
| 6 2018  | 文京シビックホール 大ホール             | 2018年2月11日(日)     | ルーシー・ケント     |
| 7 2019  | 文京シビックホール 大ホール             | 2019年2月11日(月・祝) | ルーシー・ケント     |
| 8 2020  | 文京シビックホール 大ホール             | 2020年2月9日(日)      | ルーシー・ケント     |
| 9 2021  | 文京シビックホール 大ホール             | 2021年3月28日(日)     | ルーシー・ケント     |
| 10 2022 | 川口総合文化センターリリア メインホール | 2022年2月13日(日)     | ルーシー・ケント     |
| 11 2023 | 文京シビックホール 大ホール             | 2023年2月12日(日)     | ルーシー・ケント     |

## 課題曲
| 回 年   | 曲目                                                   | 作曲者       |
| ------- | ------------------------------------------------------ | ------------ |
| 1 2013  | Samba de Calibe                                        | 河邊一彦     |
| 2 2014  | Camarada                                               | 高橋宏樹     |
| 3 2015  | アンバー・ドリーム                                     | 星出尚志     |
| 3 2015  | Caribbean Sundance                                     | 真島俊夫     |
| 3 2015  | SJ&P_15                                                | 天野正道     |
| 3 2015  | 聖者の行進                                             | 真島俊夫     |
| 3 2015  | With All Sails Set ～ 追い風を受けて                   | 渡邉 晋      |
| 3 2015  | Band Music                                             | 三浦秀秋     |
| 4 2016  | Breezin'                                               | 真島俊夫     |
| 4 2016  | SJ&P_16 “Viva Bunkyo Civic”                            | 天野正道     |
| 4 2016  | モヒート                                               | 星出尚志     |
| 4 2016  | 「クラウディオ」〜偉大なる太陽 （ヴィヴァ・マッシーⅡ） | 鈴木英史     |
| 5 2017  | Indigo Cloud                                           | 真島俊夫     |
| 5 2017  | SJ&P_17 Quiet Zone                                     | 天野正道     |
| 5 2017  | Funky Hens                                             | 星出尚志     |
| 6 2018  | サニーサイド・プロムナード                             | 星出尚志     |
| 8 2020  | Blue moon                                              | 星出尚志     |
| 8 2020  | Wings of the Wind                                      | 本多俊之     |
| 9 2021  | Catch That Sly Rabbit                                  | 挾間美帆     |
| 10 2022 | Save that honest Rabbit                                | 天野正道     |
| 10 2022 | Translucent Blue                                       | 本澤なおゆき |

## 歴代優秀団体
| 回 年   | 総合グランプリ                             | グランプリ                                                       | 準グランプリ                                                    | 招待演奏                                              |
| ------- | ------------------------------------------ | ---------------------------------------------------------------- | --------------------------------------------------------------- | ----------------------------------------------------- |
| 1 2013  | 東京都立杉並高等学校吹奏楽部               | 近畿大学附属高等学校吹奏楽部 Tokyo Stackart Wind Ensemble        | 東京都立墨田川高等学校吹奏楽部 三鷹市吹奏楽団                   | 川口市・アンサンブルリベルテ吹奏楽団                  |
| 2 2014  | 東京都立杉並高等学校吹奏楽部               | 三鷹市吹奏楽団                                                   | 札幌ユース吹奏楽団 近畿大学附属高等学校吹奏楽部                 | 海上自衛隊東京音楽隊                                  |
| 3 2015  | 東京都立杉並高等学校吹奏楽部               | 近畿大学附属高等学校吹奏楽部 光ウィンドオーケストラ              | 東京都立墨田川高等学校吹奏楽部 三鷹市吹奏楽団                   | 海上自衛隊東京音楽隊                                  |
| 4 2016  | 近畿大学附属高等学校吹奏楽部               | 作新学院高等学校吹奏楽部 三鷹市吹奏楽団                          | 古川学園高等学校吹奏楽部 富士通沼津吹奏楽団                     | 東京都立杉並高等学校吹奏楽部 航空自衛隊航空中央音楽隊 |
| 5 2017  | 近畿大学附属高等学校吹奏楽部               | 東京都立杉並高等学校吹奏楽部 光ウィンドオーケストラ              | 川口市立青木中学校吹奏楽部 コンフォートウインドアンサンブル     |                                                       |
| 6 2018  | 近畿大学附属高等学校吹奏楽部               | 東京都立墨田川高等学校吹奏楽部 東京都立葛飾総合高等学校吹奏楽部  | 作新学院高等学校吹奏楽部 市川中学校・高等学校吹奏楽部           |                                                       |
| 7 2019  | 東京都立墨田川高等学校吹奏楽部             | 東京都立葛飾総合高等学校吹奏楽部 市川中学校・高等学校吹奏楽部    | 関西大学応援団吹奏楽部 古川学園高等学校吹奏楽部                 | 近畿大学附属高等学校吹奏楽部                          |
| 8 2020  | 近畿大学附属高等学校吹奏楽部               | KSP All Stars 市川中学校・高等学校吹奏楽部                       | 東京都立墨田川高等学校吹奏楽部 東京都立葛飾総合高等学校吹奏楽部 |                                                       |
| 9 2021  | 近畿大学附属高等学校吹奏楽部               | KSP All Stars 関西大学応援団吹奏楽部                             | 東京都立墨田川高等学校吹奏楽部 東京都立葛飾総合高等学校吹奏楽部 |                                                       |
| 10 2022 | KSP All Stars                              | 関西大学応援団吹奏楽部 近畿大学附属高等学校吹奏楽部（Video審査） | 東京都立墨田川高等学校吹奏楽部 東京隆生吹奏楽団                 |                                                       |
| 11 2023 | 近畿大学附属高等学校吹奏楽部 KSP All Stars | 古川学園高等学校吹奏楽部 コンフォート・ウィンドアンサンブル      | 関西大学応援団吹奏楽部 市川中学校・高等学校吹奏楽部             | Wind Roots                                            |
| 12 2024 | 生駒市立生駒中学校吹奏楽部                 | 福井県立三国高等学校吹奏楽部 KSP All Stars                       | 立命館大学応援団吹奏楽部 関西大学応援団吹奏楽部 つるつるズ      | 近畿大学附属高等学校吹奏楽部                          |
| 13 2025 | 近畿大学附属高等学校吹奏楽部 KSP All Stars | つるつるズ                                                       | 相模原弥栄高等学校吹奏楽部 立命館大学応援団吹奏楽部             |                                                       |